# Dorfkirche Salzfurtkapelle

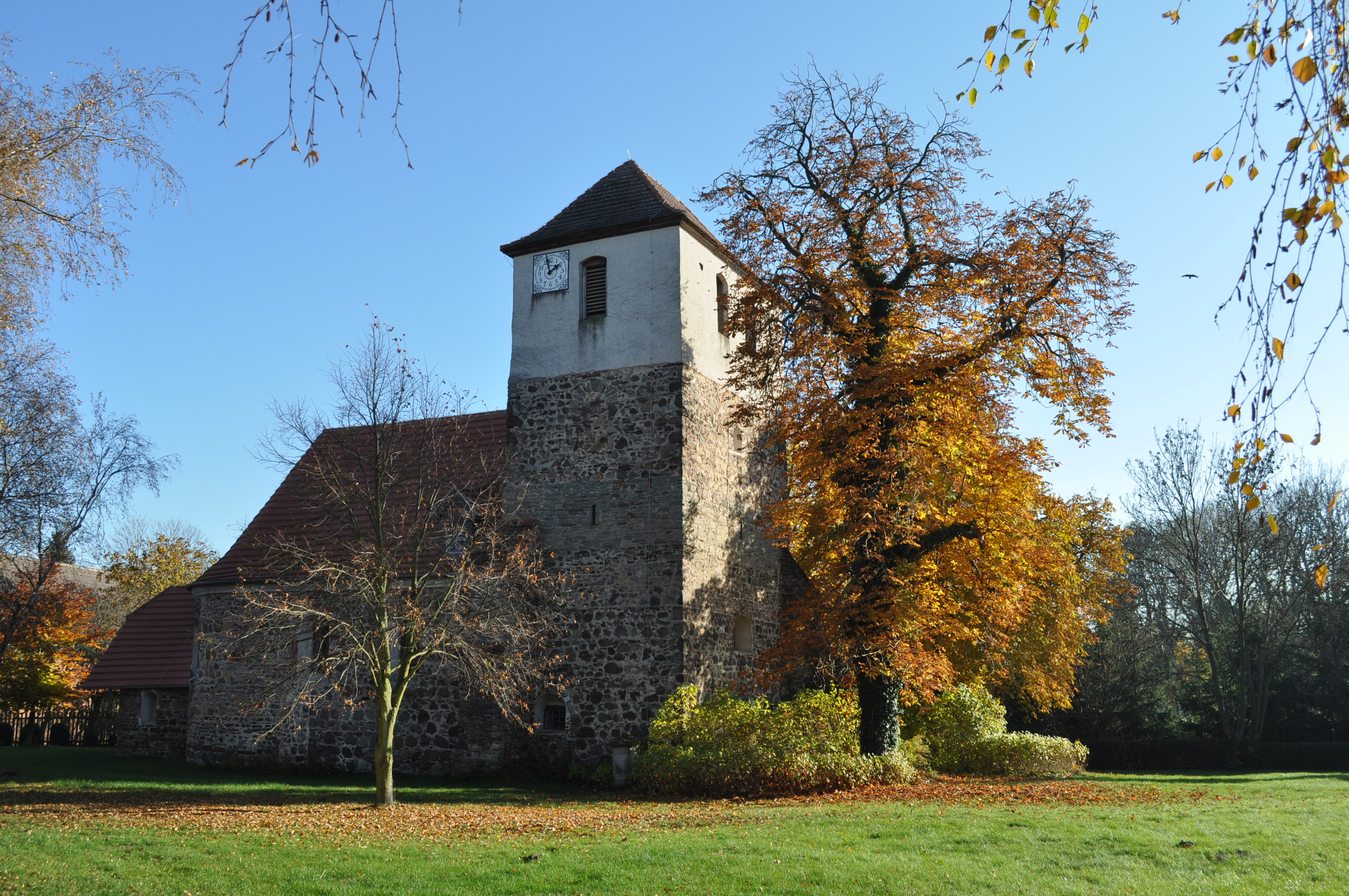
Dorfkirche Salzfurtkapelle

Die evangelische Dorfkirche Salzfurtkapelle ist eine im Kern romanische Saalkirche im Ortsteil Salzfurtkapelle von Zörbig im Landkreis Anhalt-Bitterfeld in Sachsen-Anhalt. Sie gehört zur Kirchengemeinde Salzfurtkapelle im Kirchenkreis Wittenberg der Evangelischen Kirche in Mitteldeutschland (EKD).

## Geschichte und Architektur
Die Kirche ist ein im Kern romanisches Bruch- und Feldsteinbauwerk. Von einer ursprünglichen Rundkapelle sind der Chor und die dreiviertelrunde Apsis mit einem kleinen Kreuzfenster erhalten; in gotischer Zeit wurde das Bauwerk nach Westen um das rechteckige Schiff und den Westquerturm erweitert. Der im Backstein gemauerte Oberteil des Turms mit Walmdach stammt von 1696. Gleichzeitig wurden der südliche Anbau, der ursprünglich als Gruft für die Patronatsherren von Zanthier diente, in Fachwerk mit Backsteinausfachung im Obergeschoss und vermutlich auch der Fachwerkgiebel und Krüppelwalmdach der Apsis ausgeführt. Eine Restaurierung erfolgte in den Jahren 1994–1998.
Nach Einbeziehung des ehemaligen Grufthauses in das Kirchenschiff ist dieses L-förmig und mit bemalter Holztonne und Emporen versehen. Die Empore ist im Westen zweigeschossig mit einer Orgel ausgestattet. Auf der Südseite ist eine Patronatsloge mit allegorischen Gemälden in den Brüstungsfeldern aus der Zeit um 1700 eingebaut, die heute als Heimatstube dient. Fragmente romanischer Wandmalereien kamen in der Apsis bei der Restaurierung zum Vorschein.

## Ausstattung
Der Altaraufbau wurde 1674 von Georg Heinrich von Zanthier gestiftet und bei der Renovierung 1914 verändert. Auf dem Altartisch befindet sich heute ein von flachen Akanthuswangen und je einer Säule gerahmtes Abendmahlsgemälde. Die Tafel mit Darstellungen von Moses, Christus und Johannes dem Täufer ist nach Art eines Antependiums dem Altar vorgeblendet. Die hölzerne Kanzel ist auf das Jahr 1678 datiert, der Korb wird von einer kannelierten Säule getragen und ist mit Evangelistenbildern und in den Ecken mit je einem Säulenpaar ausgeschmückt und mit Diamantquadern gerahmt. Ein schwebend dargestellter, geschnitzter Taufengel stammt aus der ersten Hälfte des 18. Jahrhunderts, der Taufstein von 1842.
Mehrere Grabsteine und Epitaphien sind erhalten, darunter das Doppelepitaph für Alexander Ehrhardt und Georg Heinrich von Zanthier (beide † 1699), die gemalten Ovalbildnisse über der Inschrift sind von Palmzweigen und zwei Soldaten flankiert. Ein weiteres Epitaph derer von Zanthier zeigt eine von Emblemen gerahmte Wappenkartusche. Links des Apsisbogens ist ein Figurengrabstein des Ritters Jobst von Zanthier († 1549), rechts ein barocker Inschriftgrabstein zu sehen. Drei weitere, in den unteren Teilen bis zur Unkenntlichkeit verwitterte Figurengrabsteine des 16. Jahrhunderts wurden in den Innenraum verlegt. Außen an der östlichen Apsismauer ist der Figurengrabstein einer Frau († 1612) erhalten.
Die Orgel ist ein Werk von Wilhelm Rühlmann sen. aus Zörbig aus dem Jahr 1905 mit zehn Registern auf zwei Manualen und Pedal.